# Semaeopus ciliata
Semaeopus ciliata là một loài bướm đêm trong họ Geometridae.